# Воронин, Степан Александрович
Степан Александрович Воронин (1858 — 1926) — русский военный  деятель, генерал-лейтенант Генерального штаба, герой Первой мировой войны.

## Биография
В службу вступил в 1878 году после окончания Императорского Александровского лицея. В 1879 году после окончания офицерских классов Константиновского военного училища  произведён  в прапорщики гвардии и выпущен в Преображенский лейб-гвардии полк. В 1877 году произведён в подпоручики гвардии, в 1885 году в поручики гвардии.  
В 1888 году после окончания Николаевской военной академии по I разряду  произведён в штабс-капитаны гвардии с переименованием в капитаны Генерального штаба — командир роты Преображенского лейб-гвардии полка и старший адъютант штаба 2-й гвардейской пехотной дивизии. С 1890 года обер-офицер для поручений при штабе, с 1892 года подполковник — старший адъютант штаба Варшавского военного округа. 
С 1893 года военный агент в Вене. В 1896 году за отличие по службе произведён в полковники. С 1900 года начальник отделения Главного штаба. В 1903 году за отличие по службе произведён в генерал-майоры. С 1904 года окружной генерал-квартирмейстер штаба Варшавского военного округа. С 1907 года командир бригады 3-й гвардейской пехотной дивизии. С 1908 года командир  47-й пехотной резервной бригады. В 1910 году за отличие по службе произведён в генерал-лейтенанты с назначением командиром 23-й пехотной дивизии. 
С 1914 года участник Первой мировой войны во главе своей дивизии. С 1915 года командир 40-го армейского корпуса и в распоряжении главнокомандующего армиями Юго-Западного фронта, с 1916 года — Северного фронта. 

Высочайшим приказом от 9 марта 1915 года за храбрость награждён Георгиевским оружием:
За то, что 17-го августа 1914 года с вверенной ему дивизией нанес поражение австрийским войскам и взял с боя посад Ополье, чем обеспечил от обхода правый фланг 4 армии и положил предел наступлению левого фланга австрийцев, при чём взял: 4 орудия, 3 передка, 8 пулеметов, 3 штаб-офицера, 27 обер-офицеров и 1105 нижних чинов
С 1917 года находился в резерве чинов при штабе Петроградского военного округа. После Октябрьской революции — участник Белого движения в составе Добровольческой армии и ВСЮР —  генерал от инфантерии, состоял в резерве чинов при штабе Крымско-Азовской Добровольческой армии и при штабе главнокомандующего ВСЮР. С 1920 года в эмиграции в Чехословакии.
Умер в 1926 году в Праге, похоронен на местном православном Ольшанском кладбище.

## Награды
- Орден Святого Станислава 3-й степени  (ВП 1889)
- Орден Святой Анны 3-й степени с мечами и бантом (ВП 1892)
- Орден Святого Владимира 4-й степени  (ВП 1895)
- Орден Святого Станислава 2-й степени  (ВП 1899)
- Орден Святого Владимира 3-й степени  (ВП 1902)
- Орден Святого Станислава 1-й степени с мечами (ВП 1906)
- Орден Святой Анны 1-й степени с мечами (ВП 06.12.1909)
- Орден Святого Владимира 2-й степени с мечами (ВП 06.12.1913; Мечи — ВП 18.03.1915)
- Орден Белого орла (ВП 02.01.1915)
- Георгиевское оружие (ВП 09.03.1915)